# بسارسكاوات
البسارسكاوات (الاسم العلمي:Bassariscinae) هي أسرة من الحيوانات تتبع الفصيلة العرسيات من رتبة اللواحم.

## أجناس البسارسكاوات
- البسارسك